# Cens dels Estats Units del 1990
El Cens dels Estats Units del 1990 és el 21è cens dels Estats Units, es va dur a terme per l'Oficina del Cens (Census Bureau), va determinar que la població resident als Estats Units era de 248.709.873, persones cosa que representa un increment del 9,8 per cent amb les 226.545.805 persones enumerades en el cens de 1980
Aproximadament el 16 per cent de les llars van rebre un "formulari llarg" del cens de 1990, que contenia més de 100 preguntes. La documentació completa sobre el cens de 1990, incloent els formularis del cens i una història processal, està disponible al Integrated Public Use Microdata Series.
Va ser el primer cens que va designar "natiu de Hawaii i altres illes del Pacífic" ("Native Hawaiian and Other Pacific Islander") com un grup racial separat dels asiàtics.
Per augmentar la participació d'afroamericans en el cens de 1990 dels Estats Units, l'oficina va reclutar Bill Cosby, Magic Johnson, Alfre Woodard, i la Miss Amèrica Debbye Turner com a portaveus.

## Disponibilitat de dades
Les microdades en el cens de 1990 estan disponibles lliurement a través de Integrated Public Use Microdata Series. Les dades agregades per a àrees petites, juntament amb arxius de límits electrònics, es poden descarregar des de National Historical Geographic Information System.